# Hanley Frías
Hanley Frías (nacido el 5 de diciembre de 1973 en Villa Altagracia) es un ex infielder dominicano que jugó en las Grandes Ligas de Béisbol. Su último juego fue para los Diamondbacks de Arizona. También jugó anteriormente para los Rangers de Texas a principios de su carrera.
Desempeñándose principalmente como shortstop, Frías jugó para los Rangers y los Diamondbacks durante una carrera de cuatro años, apareciendo en 173 juegos y terminando con un promedio de bateo de .232.